# Geert Hofstede
Geert Hofstede (Haarlem, 1928. október 2. – Ede, 2020. február 12.) holland szociálpszichológus, a nemzeti és szervezeti kultúrák interakcióinak szakértője. 2010-ben a Magyar Tudományos Akadémia tiszteleti tagjává választották.

## Hofstede kulturális dimenziói
Hofstede nevét elsősorban az általa kidolgozott és kutatásai során vizsgált kulturális dimenziókkal hozzák kapcsolatba. Ezekből kezdetben négyet, majd a későbbiekben hatot különböztetett meg, amelyek a következők:
- Hatalmi távolság (kicsi vagy nagy)
- Individualizmus vagy kollektivizmus
- Maszkulinitás vagy feminimitás
- Bizonytalanságkerülés (magas vagy alacsony)
- Hosszú vagy rövid távú orientáció
- Engedékeny vagy korlátozó  szemlélet

## Magyarul megjelent műve
- Geert Hofstede–Gert Jan Hofstede: Kultúrák és szervezetek. Az elme szoftvere; ford. Oláhné Szentessy Éva; VHE Kft., Pécs, 2008